# Štefan Ošep
Štefan Ošep es un deportista esloveno que compitió en tiro con arco, en la modalidad de arco compuesto. Ganó una medalla de oro en el Campeonato Europeo de Tiro con Arco al Aire Libre de 2000 y una medalla de bronce en el Campeonato Europeo de Tiro con Arco en Sala de 2002.

## Palmarés internacional
| Campeonato Europeo al Aire Libre | Campeonato Europeo al Aire Libre | Campeonato Europeo al Aire Libre | Campeonato Europeo al Aire Libre |
| Año                              | Lugar                            | Medalla                          | Prueba                           |
| -------------------------------- | -------------------------------- | -------------------------------- | -------------------------------- |
| 2000                             | Antalya (Turquía)                | Medalla de oro                   | Equipo                           |
| Campeonato Europeo en Sala       |                                  |                                  |                                  |
| Año                              | Lugar                            | Medalla                          | Prueba                           |
| 2002                             | Ankara (Turquía)                 | Medalla de bronce                | Equipo                           |